# Agafamosquits cuanegre
L'agafamosquits cuanegre (Polioptila melanura) és un ocell de la família dels polioptílids (Polioptilidae).

## Hàbitat i distribució
Habita vegetació de desert i zones de matoll al sud i sud-oest dels Estats Units i est i nord-oest de Mèxic.